# J1 League 2022
Die J1 League 2022 war die 30. Saison der höchsten japanischen Fußball-Spielklasse, der J. League, und die achte unter dem Namen J1 League. Die Saison begann mit dem ersten Spieltag am 18. Februar 2022 und endete mit dem letzten Spieltag am 5. November 2022. Meister wurden die Yokohama F. Marinos, die nach den Erfolgen in den Jahren 1995, 2003, 2004 und 2019 seine insgesamt fünfte Meisterschaft feierte.

## Modus
Die 18 Mannschaften der J1 League spielen ihren Meister in einem Doppelrundenturnier im Kalenderjahr aus, wobei jedes Team in einem Hin- und Rückspiel gegeneinander antritt, sodass jede Mannschaft am Saisonende 34 Spiele absolviert hat. Die ersten beiden Mannschaften qualifizieren sich für die Gruppenphase der AFC Champions League 2023, während das drittplatzierte Team an der Qualifikation zur Gruppenphase teilnimmt. Sollte einer der drei Erstplatzierten den Kaiserpokal 2022 gewinnen und damit ebenfalls für die Gruppenphase der AFC Champions League spielberechtigt sein, erhält der Tabellendritte den Startplatz in der Gruppenphase und der Viertplatzierte nimmt an der Qualifikation für die Gruppenphase teil.
Aufgrund der COVID-19-Pandemie in Japan entschied die Ligaleitung, dass es in der J1 League 2020 keine Absteiger gibt und die Liga zur Saison 2021 einmalig um zwei Mannschaften auf 20 Teams aufgestockt wird. Da zum Ende der Saison die vier letztplatzierten Mannschaften abstiegen und es gleichzeitig nur zwei Aufsteiger aus der J2 League 2021 gab, kehrt man in dieser Saison wieder zur regulären Ligastärke von 18 Mannschaften zurück. Außerdem wird nach zweijähriger Pause wieder das Relegationsspiel zwischen dem 16. der J1 League und dem Playoff-Sieger der J2 League ausgetragen.
Ermittelt wird die Tabelle unter folgenden Aspekten:
1. Anzahl der erzielten Punkte
2. Tordifferenz
3. Erzielte Tore
4. Ergebnisse der Spiele untereinander
5. Fairplay-Wertung
6. Los

## Mannschaften
Meister der vorangegangenen Saison ist Kawasaki Frontale. Aufsteiger sind Júbilo Iwata als Meister der J2 League 2021 und Kyōto Sanga als zweitplatzierte Mannschaft.
| Mannschaft                                | Ort               | Präfektur | Stadion                                    | Kapazität     |
| ----------------------------------------- | ----------------- | --------- | ------------------------------------------ | ------------- |
| Vereine aus der Metropolregion Tokio      |                   |           |                                            |               |
| FC Tokyo                                  | Tokio             | Tokio     | Ajinomoto Stadium                          | 49.970        |
| Urawa Red Diamonds                        | Saitama           | Saitama   | Saitama Stadium                            | 63.700        |
| Kawasaki Frontale                         | Kawasaki          | Kanagawa  | Todoroki Athletics Stadium                 | 26.232        |
| Shonan Bellmare                           | Hiratsuka         | Kanagawa  | Shonan BMW Stadium Hiratsuka               | 18.500        |
| Yokohama F. Marinos                       | Yokohama Yokosuka | Kanagawa  | Nissan Stadium                             | 72.327        |
| Kashiwa Reysol                            | Kashiwa           | Chiba     | Hitachi Kashiwa Soccer Stadium             | 15.900        |
| Kashima Antlers                           | mehrere Städte    | Ibaraki   | Kashima Soccer Stadium                     | 40.728        |
| Vereine aus der Metropolregion Keihanshin |                   |           |                                            |               |
| Cerezo Osaka                              | Osaka             | Osaka     | Yodoko Sakura Stadium Yanmar Stadium Nagai | 25.000 47.853 |
| Gamba Osaka                               | Suita             | Osaka     | Suita City Football Stadium                | 39.694        |
| Vissel Kōbe                               | Kōbe              | Hyōgo     | Noevir Stadium Kobe                        | 30.132        |
| Kyōto Sanga                               | Kyōto             | Kyōto     | Sanga Stadium by Kyocera                   | 20.588        |
| Übrige Vereine                            |                   |           |                                            |               |
| Sanfrecce Hiroshima                       | Hiroshima         | Hiroshima | Edion Stadium Hiroshima                    | 36.894        |
| Sagan Tosu                                | Tosu              | Saga      | Ekimae Real Estate Stadium                 | 24.130        |
| Shimizu S-Pulse                           | Shizuoka          | Shizuoka  | IAI Stadium Nihondaira                     | 20.339        |
| Júbilo Iwata                              | Iwata             | Shizuoka  | Yamaha Stadium Shizuoka-Ecopa-Stadion      | 15.165 51.349 |
| Nagoya Grampus                            | Nagoya            | Aichi     | Toyota Stadium                             | 45.000        |
| Hokkaido Consadole Sapporo                | Sapporo           | Hokkaidō  | Sapporo Dome Sapporo Atsubetsu Stadium     | 41.484 20.861 |
| Avispa Fukuoka                            | Fukuoka           | Fukuoka   | Level-5 Stadium                            | 22.563        |

## Ausländische Spieler
| Mannschaft                 | Spieler 1        | Spieler 2         | Spieler 3             | Spieler 4         | Spieler 5         | Spieler 6            | Spieler 7     | Spieler 8 | Ehemalige Spieler            |
| -------------------------- | ---------------- | ----------------- | --------------------- | ----------------- | ----------------- | -------------------- | ------------- | --------- | ---------------------------- |
| Hokkaido Consadole Sapporo | Douglas Oliveira | Lucas Fernandes   | Gabriel Xavier        | Milan Tučić       | Supachok Sarachat |                      |               |           |                              |
| Kyōto Sanga                | Mendes           | Origbaajo Ismaila | Peter Utaka           | Quenten Martinus  | Michael Woud      | Alan Cariús          | Paulinho Bóia |           |                              |
| Kashima Antlers            | Arthur Caíke     | Bueno             | Diego Pituca          | Everaldo Stum     | Blessing Eleke    | Kim Min-tae          | Kwoun Sun-tae |           | Juan Alano                   |
| Urawa Red Diamonds         | Alexander Scholz | Kasper Junker     | David Moberg Karlsson | Alex Schalk       | Bryan Linssen     |                      |               |           |                              |
| Kashiwa Reysol             | Douglas          | Dodi              | Matheus Sávio         | Rodrigo Angelotti | Kim Seung-gyu     |                      |               |           | Kim Seung-gyu Emerson Santos |
| FC Tokyo                   | Adaílton         | Diego Oliveira    | Leandro               | Henrique Trevisan | Luiz Phellype     | Jakub Słowik         |               |           | Bruno Uvini                  |
| Kawasaki Frontale          | Jesiel           | João Schmidt      | Leandro Damião        | Marcinho          | Jung Sung-ryong   | Chanathip Songkrasin |               |           |                              |
| Yokohama F. Marinos        | Marcos Júnior    | Élber             | Léo Ceará             | Anderson Lopes    | Eduardo           | Yan Matheus          |               |           |                              |
| Shonan Bellmare            | Wellington       | Tarik Elyounoussi | Mikel Agu             |                   |                   |                      |               |           |                              |
| Shimizu S-Pulse            | Carlinhos Júnior | Thiago Santana    | Renato Augusto        | Ronaldo           | Valdo             | Benjamin Kololli     | Yago Pikachu  | Oh Se-hun |                              |
| Nagoya Grampus             | Léo Silva        | Tiago Pagnussat   | Mateus                | Jakub Świerczok   | Mitchell Langerak | Naldinho             |               |           |                              |
| Gamba Osaka                | Leandro Pereira  | Patric            | Wellington Silva      | Dawhan            | Juan Alano        | Kwon Kyung-won       |               |           | Ju Se-jong Shin Won-ho       |
| Cerezo Osaka               | Bruno Mendes     | Jean Patric       | Matej Jonjić          | Adam Taggart      | Kim Jin-hyeon     | Chaowat Veerachat    |               |           | Đặng Văn Lâm                 |
| Vissel Kōbe                | Matheus Thuler   | Andrés Iniesta    | Bojan Krkić           | Sergi Samper      |                   |                      |               |           | Lincoln                      |
| Sanfrecce Hiroshima        | Douglas Vieira   | Ezequiel          | Nassim Ben Khalifa    | Pieros Sotiriou   |                   |                      |               |           | Júnior Santos                |
| Sagan Tosu                 | Diego            | Hwang Seok-ho     | Park Il-gyu           | Ueom Ye-hoon      | Bak Keon-woo      |                      |               |           | Taiga Son Joan Oumari        |
| Avispa Fukuoka             | Lukian           | Douglas Grolli    | Juanma                | Jordy Croux       | John Mary         |                      |               |           |                              |
| Júbilo Iwata               | Ricardo Graça    | Dudu Pacheco      | Fabián González       | Alexei Koșelev    |                   |                      |               |           |                              |

## Trainer
| Verein                     | Cheftrainer                                                               |
| -------------------------- | ------------------------------------------------------------------------- |
| Hokkaido Consadole Sapporo | Michael Petrović                                                          |
| Kashima Antlers            | René Weiler → Daiki Iwamasa                                               |
| Urawa Reds                 | Ricardo Rodríguez                                                         |
| Kashiwa Reysol             | Nelsinho Baptista                                                         |
| FC Tokyo                   | Albert Puig                                                               |
| Kawasaki Frontale          | Tōru Oniki                                                                |
| Yokohama F. Marinos        | Kevin Muscat                                                              |
| Shonan Bellmare            | Satoshi Yamaguchi                                                         |
| Shimizu S-Pulse            | Hiroaki Hiraoka → Zé Ricardo                                              |
| Júbilo Iwata               | Akira Itō → Hiroki Shibuya                                                |
| Nagoya Grampus             | Kenta Hasegawa                                                            |
| Kyoto Sanga FC             | Cho Kwi-jae                                                               |
| Gamba Osaka                | Tomohiro Katanosaka → Hiroshi Matsuda                                     |
| Cerezo Osaka               | Akio Kogiku                                                               |
| Vissel Kobe                | Atsuhiro Miura → Lluís Planagumà → Miguel Ángel Lotina → Takayuki Yoshida |
| Sanfrecce Hiroshima        | Michael Skibbe                                                            |
| Avispa Fukuoka             | Shigetoshi Hasebe                                                         |
| Sagan Tosu                 | Kenta Kawai                                                               |

## Spieler
| Verein                     | Spieler |
| -------------------------- | --- |
| Hokkaido Consadole Sapporo | Takanori Sugeno (27/0), Shunta Tanaka (32/1), Takahiro Yanagi (3/0), Daiki Suga (31/4), Akito Fukumori (29/1), Tomoki Takamine (26/2), Lucas Fernandes (28/3), Kazuki Fukai (23/2), Takurō Kaneko (27/1), Hiroki Miyazawa (25/3), Ryōta Aoki (31/8), Yoshiaki Komai (31/3), Gabriel Xavier (26/3), Tsuyoshi Ogashiwa (13/2), Daigo Nishi (13/0), Kōki Ōtani (4/0), Shinzō Kōroki (21/5), Tōya Nakamura (12/0), Takuma Arano (29/1), Hiromu Tanaka (1/0), Milan Tučić (14/0), Douglas Oliveira (7/1), Kojirō Nakano (6/0), Kim Gun-hee (8/2), Shinji Ono (1/0), Taika Nakashima (15/2), Supachok (7/0), Daihachi Okamura (26/1) |
| Kashima Antlers            | Kwoun Sun-tae (27/0), Kōki Anzai (33/0), Ikuma Sekigawa (32/0), Kento Misao (33/2), Juan Alano (12/1), Shōma Doi (23/1), Everaldo (19/5), Ryōtarō Araki (13/1), Ryūji Izumi (30/1), Yūta Higuchi (32/2), Bueno (7/0), Itsuki Oda (2/0), Arthur Caíke (29/9), Ayase Ueda (18/10), Itsuki Someno (12/1), Eleke (4/1), Kim Min-tae (21/1), Diego Pituca (28/1), Rikuto Hirose (20/0), Naoki Hayashi (1/0), Yūta Matsumura (12/1), Tomoki Hayakawa (5/0), Shintarō Nago (5/0), Yūya Oki (2/0), Keigo Tsunemoto (28/0), Hayato Nakama (19/2), Yū Funabashi (13/0), Ryōtarō Nakamura (12/0), Yūma Suzuki (32/7) |
| Urawa Reds                 | Shūsaku Nishikawa (32/0), Hiroki Sakai (20/0), Atsuki Itō (28/4), Takuya Iwanami (31/3), Kazuaki Mawatari (19/1), Kasper Junker (21/7), Yoshio Koizumi (27/3), Bryan Linssen (3/0), David Moberg (20/8), Yūsuke Matsuo (25/4), Zion Suzuki (2/0), Tomoya Inukai (6/1), Takahiro Sekine (30/1), Takahiro Akimoto (31/0), Alex Schalk (12/1), Ken Iwao (29/1), Tetsuya Chinen (9/1), Tomoaki Ōkubo (23/1), Kai Shibato (24/2), Yūta Miyamoto (15/0), Kaito Yasui (6/0), Kai Matsuzaki (11/1), Alexander Scholz (32/6), Ataru Esaka (30/2), Yūichi Hirano (9/0), Ayumu Ōhata (22/0) |
| Kashiwa Reysol             | Hiromu Mitsumaru (31/1), Yūji Takahashi (29/1), Taiyō Koga (32/0), Keiya Shiihashi (31/1), Hidekazu Ōtani (4/0), Keita Nakamura (12/0), Yūki Mutō (19/7), Matheus Sávio (32/6), Kengo Kitazume (8/0), Tomoya Koyamatsu (33/4), Yūta Someya (2/0), Kim Seung-gyu (13/0), Mao Hosoya (33/8), Masato Sasaki (20/0), Dodi (29/1), Wataru Iwashita (3/0), Naoki Kawaguchi (21/0), Takuma Ōminami (26/2), Masatoshi Mihara (4/0), Sachirō Toshima (26/2), Angelotti (13/0), Takuto Katō (11/0), Hayato Tanaka (4/0), Takumi Tsuchiya (3/0), Hidetaka Maie (5/0), Yūto Yamada (9/0), Fumiya Unoki (4/0), Yūgo Masukake (10/0), Kaito Mori (15/4), Takumi Kamijima (24/0), Kenta Matsumoto (1/0), Douglas (10/4)                                  |
| FC Tokyo                   | Masato Morishige (28/2), Yūto Nagatomo (30/0), Ryōya Ogawa (15/2), Hirotaka Mita (16/0), Yōjirō Takahagi (3/0), Diego Oliveira (30/4), Keigo Higashi (24/0), Kensuke Nagai (20/0), Gō Hatano (1/0), Adaílton (31/12), Takuya Aoki (18/0), Kazuya Konno (30/2), Manato Shinada (2/0), Keita Yamashita (15/0), Leandro (20/5), Luiz Phellype (12/2), Ryōma Watanabe (30/6), Jakub Słowik (33/0), Jun’ya Suzuki (4/0), Makoto Okazaki (5/0), Yasuki Kimoto (33/2), Shūto Abe (30/4), Kōki Tsukagawa (12/2), Hotaka Nakamura (22/0), Yūki Kajiura (3/0), Kuryū Matsuki (31/2), Kojirō Yasuda (1/0), Seiji Kimura (6/0), Kashif Bangnagande (17/1), Henrique Trevisan (6/0)                                                                    |
| Kawasaki Frontale          | Jung Sung-ryong (31/0), Kyōhei Noborizato (12/0), Kōki Tsukagawa (9/0), Jesiel (12/1), Shōgo Taniguchi (33/3), João Schmidt (22/1), Shintarō Kurumaya (19/1), Kento Tachibanada (32/2), Leandro Damião (23/5), Ryōta Ōshima (11/1), Yū Kobayashi (30/5), Miki Yamane (32/3), Yasuto Wakizaka (32/5), Asahi Sasaki (21/1), Tatsuki Seko (13/0), Kazuki Kozuka (12/0), Chanathip (16/0), Daiya Tōno (31/2), Kei Chinen (27/7), Marcinho (30/12), Ten Miyagi (20/1), Kenta Tanno (4/0), Kazuya Yamamura (23/1), Akihiro Ienaga (34/12) |
| Yokohama F. Marinos        | Yōhei Takaoka (34/0), Katsuya Nagato (26/0), Shinnosuke Hatanaka (16/0), Eduardo (23/1), Kōta Watanabe (24/0), Élber (29/8), Takuya Kida (23/0), Léo Ceará (31/11), Marcos Júnior (23/0), Anderson Lopes (28/11), Kaina Yoshio (9/1), Joel Chima Fujita (29/1), Ryō Miyaichi (15/3), Kōta Mizunuma (31/7), Yūki Sanetō (5/1), Yan Matheus (5/1), Teruhito Nakagawa (31/7), Tomoki Iwata (32/2), Ryūta Koike (26/3), Yūta Koike (8/1), Ken Matsubara (21/1), Riku Yamane (11/0), Takuma Nishimura (27/10), Ryōtarō Tsunoda (18/0), Ryōnosuke Kabayama (7/0), Talla Ndao (1/0) |
| Shonan Bellmare            | Kōsei Tani (31/0), Daiki Sugioka (29/0), Hirokazu Ishihara (30/0), Kōki Tachi (25/0), Shōta Kobayashi (6/0), Takuya Okamoto (11/0), Satoshi Tanaka (17/0), Kazunari Ōno (19/0), Wellington (27/2), Naoki Yamada (21/0), Tarik (31/1), Yūsuke Segawa (32/3), Akimi Barada (31/0), Takuji Yonemoto (27/0), Shūto Yamamoto (21/2), Yūki Ōhashi (23/2), Shūto Machino (30/13), Kōdai Minoda (1/0), Hiroki Mawatari (1/0), Kazuki Ōiwa (18/1), Daiki Tomii (2/0), Hayato Fukushima (4/0), Yamato Wakatsuki (1/0), Taiga Hata (18/0), Masaki Ikeda (22/3), Taiyō Hiraoka (13/0), Akito Suzuki (2/0), Sere Matsumura (1/0), Ryōta Nagaki (6/0), Ryō Takahashi (13/0), Yoshihiro Nakano (13/0), Hiroyuki Abe (13/3)                               |
| Shimizu S-Pulse            | Takuo Ōkubo (2/0), Yūgo Tatsuta (26/0), Ronaldo (19/1), Teruki Hara (25/0), Valdo (8/1), Ryō Takeuchi (11/0), Eiichi Katayama (31/2), Daiki Matsuoka (22/0), Thiago Santana (27/14), Carlinhos Júnior (22/3), Katsuhiro Nakayama (19/2), Kōta Miyamoto (20/0), Yūsuke Gotō (15/0), Takeru Kishimoto (10/0), Kenta Nishizawa (10/2), Yūta Kamiya (21/1), Ryōhei Shirasaki (31/4), Akira Silvano Disaro (3/0), Oh Se-hun (13/1), Shūichi Gonda (33/0), Yuito Suzuki (20/3), Yūta Taki (9/0), Yago Pikachu (12/0), Reon Yamahara (33/2), Benjamin Kololli (20/3), Takashi Inui (10/1), Ibrahim Junior Kuribara (2/0), Daigo Takahashi (6/1), Akira Ibayashi (4/0), Kōya Kitagawa (10/1), Yoshinori Suzuki (33/1)                             |
| Júbilo Iwata               | Norimichi Yamamoto (24/1), Kentarō Ōi (21/0), Kō Matsubara (8/0), Daiki Ogawa (22/0), Makito Itō (33/1), Rikiya Uehara (28/1), Kōtarō Ōmori (25/2), Ken’yū Sugimoto (30/1), Hiroki Yamada (7/0), Yūki Ōtsu (26/3), Masaya Matsumoto (31/0), Yūto Suzuki (30/6), Ryō Germain (29/3), Ryūki Miura (28/0), Kōsuke Yamamoto (28/0), Yūji Kajikawa (3/0), Riku Morioka (13/0), Yūtarō Hakamata (2/0), Mahiro Yoshinaga (18/1), Naoki Kanuma (11/2), Fabián González (18/6), Yōsuke Furukawa (7/1), Atsushi Kurokawa (8/0), Dudu (2/0), Ricardo Graça (22/0), Alexei Koșelev (4/0), Kensuke Fujiwara (1/0), Shōta Kaneko (23/3), Yasuhito Endō (31/0)                                                                                           |
| Nagoya Grampus             | Langerak (33/0), Tiago (14/0), Yūichi Maruyama (25/0), Shinnosuke Nakatani (33/2), Kazuki Nagasawa (4/0), Kazuya Miyahara (21/0), Hiroyuki Abe (16/1), Yōichirō Kakitani (21/0), Noriyoshi Sakai (17/2), Mateus Castro (30/8), Yūki Sōma (34/2), Haruya Fujii (31/1), Keiya Sentō (34/2), Shō Inagaki (34/2), Léo Silva (33/1), Ryōya Morishita (32/1), Manabu Saitō (3/0), Takuya Shigehiro (9/1), Ryōta Nagaki (12/0), Yōhei Takeda (2/0), Yutaka Yoshida (15/0), Akinari Kawazura (1/0), Leonardo (9/0), Haruki Yoshida (1/0), Hidemasa Kōda (7/0), Takuya Uchida (19/0), Mū Kanazaki (7/0), Kensuke Nagai (13/4), Ryōtarō Ishida (8/0)                                                                                                |
| Kyoto Sanga FC             | Tomoya Wakahara (4/0), Takahiro Iida (6/0), Shōgo Asada (32/0), Mendes (20/0), Hisashi Appiah Tawiah (17/0), Yūki Honda (15/0), Kōsuke Taketomi (25/3), Daigo Araki (15/0), Peter Utaka (29/9), Shimpei Fukuoka (28/0), Ryōgo Yamasaki (15/1), Takumi Miyayoshi (15/2), Kōsuke Shirai (33/0), Kazuma Nagai (10/0), Shōhei Takeda (31/1), Takuya Ogiwara (21/2), Temma Matsuda (26/1), Daiki Kaneko (22/1), Martinus (3/0), Naoto Kamifukumoto (31/0), Yūta Toyokawa (22/2), Sōta Kawasaki (28/1), Keita Nakano (2/0), Fūki Yamada (14/2), Kazuki Tanaka (1/0), Rikito Inoue (28/1), Naoto Misawa (1/0), Ismaila (10/0), Yūdai Kimura (7/0), Alan Cariús (1/0), Kyō Satō (6/0), Paulinho (6/1), Genki Ōmae (13/2)                          |
| Gamba Osaka                | Masaaki Higashiguchi (19/0), Shōta Fukuoka (11/0), Gen Shōji (25/0), Hiroki Fujiharu (18/0), Genta Miura (33/0), Ju Se-jong (5/0), Rihito Yamamoto (2/0), Kōsuke Onose (26/3), Leandro Pereira (23/4), Shū Kurata (18/0), Wellington Silva (12/1), Ryū Takao (26/0), Yūya Fukuda (15/2), Mitsuki Saitō (26/2), Yōta Satō (2/0), Kōhei Okuno (24/0), Patric (28/5), Kwon Kyung-won (16/2), Taichi Katō (1/0), Jun Ichimori (9/0), Dawhan (27/3), Keisuke Kurokawa (29/2), Kei Ishikawa (5/0), Kō Yanagisawa (13/0), Yūki Yamamoto (16/1), Isa Sakamoto (9/1), Hiroto Yamami (21/2), Takashi Usami (7/0), Ryōtarō Meshino (13/2), Jirō Nakamura (9/0), Harumi Minamino (4/0), Musashi Suzuki (9/1), Juan Alano (11/1), Hideki Ishige (20/0) |
| Cerezo Osaka               | Riku Matsuda (33/0), Ryōsuke Shindō (7/2), Riki Harakawa (18/0), Hinata Kida (1/0), Ryōsuke Yamanaka (23/0), Satoki Uejō (18/2), Takashi Inui (5/3), Adam Taggart (20/5), Hiroshi Kiyotake (24/2), Bruno Mendes (22/3), Yūsuke Maruhashi (5/0), Seiya Maikuma (28/3), Tokuma Suzuki (25/2), Hirotaka Tameda (28/0), Mutsuki Katō (26/6), Kim Jin-hyeon (33/0), Matej Jonjić (26/1), Kōji Toriumi (19/0), Hiroaki Okuno (31/3), Jean Patric (28/5), Haruki Arai (2/0), Kakeru Funaki (14/2), Keisuke Shimizu (3/0), Ryūya Nishio (24/0), Hiroto Yamada (20/4), Nelson Ishiwatari (1/0), Sōta Kitano (19/0), Hikaru Nakahara (27/1) |
| Vissel Kobe                | Daiya Maekawa (18/0), Nanasei Iino (8/0), Yūki Kobayashi (32/0), Hotaru Yamaguchi (33/2), Sergi Samper (6/0), Yūta Gōke (18/0), Andrés Iniesta (24/2), Bojan Krkić (14/0), Yūya Ōsako (26/7), Yoshinori Mutō (26/6), Tomoaki Makino (16/1), Kento Hashimoto (9/1), Matheus Thuler (7/0), Kōya Yuruki (32/5), Ryūho Kikuchi (24/4), Hiroki Iikura (14/0), Ryō Hatsuse (17/1), Shion Inoue (7/0), Noriaki Fujimoto (3/0), Daiju Sasaki (19/0), Tetsushi Yamakawa (28/1), Gōtoku Sakai (34/1), Leo Ōsaki (25/0), Yūya Tsuboi (2/0), Lincoln (8/0), Stefan Mugoša (5/0), Yūya Nakasaka (8/0), Takahiro Ōgihara (12/0), Yūtarō Oda (21/0), Yūki Kobayashi (9/3)                                                                                |
| Sanfrecce Hiroshima        | Takuto Hayashi (5/0), Yūki Nogami (25/1), Tsukasa Shiotani (26/0), Hayato Araki (31/2), Toshihiro Aoyama (15/0), Gakuto Notsuda (28/3), Douglas Vieira (11/3), Tsukasa Morishima (31/8), Nassim Ben Khalifa (25/5), Ezequiel (9/1), Tomoya Fujii (27/1), Yūya Asano (12/0), Taishi Matsumoto (23/3), Yoshifumi Kashiwa (25/3), Shō Sasaki (34/3), Ryō Nagai (8/0), Pieros Sotiriou (7/1), Jelani Reshaun Sumiyoshi (8/0), Gorō Kawanami (1/0), Shun Ayukawa (3/1), Shunki Higashi (19/0), Yūsuke Chajima (7/1), Takumu Kawamura (16/3), Ryō Tanada (4/0), Kōsei Shibasaki (30/1), Shūto Nakano (1/0), Yūta Imazu (5/0), Júnior Santos (22/2), Keisuke Ōsako (28/0), Makoto Mitsuta (29/9), Yōichi Naganuma (3/0), Taishi Semba (2/0)      |
| Avispa Fukuoka             | Masato Yuzawa (26/0), Tatsuki Nara (22/0), Takuya Shigehiro (2/0), Daiki Miya (27/2), Hiroyuki Mae (34/0), Takeshi Kanamori (26/0), Tarō Sugimoto (4/0), Juanma Delgado (31/4), Hisashi Jōgo (6/0), Yūya Yamagishi (34/10), Takaaki Shichi (33/0), Jordy Croux (31/4), Yūta Kumamoto (5/0), Daiki Watari (11/1), Lukian (34/3), Sōtan Tanabe (22/0), Kennedy Egbus Mikuni (5/0), Naoki Wako (2/0), Yūji Kitajima (9/0), Yōta Maejima (23/1), Masaaki Murakami (27/0), Douglas Grolli (26/0), Yūto Hiratsuka (4/1), Takahiro Yanagi (10/0), Tatsuya Tanaka (24/1), Shun Nakamura (26/1), Takumi Nagaishi (8/0), John Mary (9/0) |
| Sagan Tosu                 | Nanasei Iino (16/1), Joan Oumari (1/0), Toshio Shimakawa (9/0), Diego (32/2), Akito Fukuta (33/2), Yoshihiro Nakano (4/0), Kōhei Tezuka (4/0), Fūchi Honda (24/5), Yūji Ono (26/2), Taisei Miyashiro (22/8), Shin’ya Nakano (19/1), Naoyuki Fujita (26/2), Shunta Araki (12/0), Jun Nishikawa (14/1), Yūki Kakita (28/6), Hwang Seok-ho (25/4), Kyō Satō (4/0), Taichi Kikuchi (27/0), Yōichi Naganuma (13/1), Yūta Fujihara (8/1), Ryūnosuke Sagara (2/0), Yūto Iwasaki (32/2), Masaya Tashiro (21/3), Dai Hirase (1/0), Kei Koizumi (30/1), Bak Keon-woo (2/0), Park Il-gyu (34/0), Wataru Harada (27/0), Taichi Fukui (1/0), Yūki Horigome (26/3), Yoshiki Narahara (1/0), Kentarō Moriya (12/0)                                       |

## Abschlusstabelle
| Pl.                    | Verein                     | Sp. | S  | U  | N  | Tore    | Diff. | Punkte |
| ---------------------- | -------------------------- | --- | -- | -- | -- | ------- | ----- | ------ |
| 1.                     | Yokohama F. Marinos        | 34  | 20 | 8  | 6  | 070:250 | +45   | 68     |
| 2.                     | Kawasaki Frontale (M)      | 34  | 20 | 6  | 8  | 065:420 | +23   | 66     |
| 3.                     | Sanfrecce Hiroshima        | 34  | 15 | 10 | 9  | 052:410 | +11   | 55     |
| 4.                     | Kashima Antlers            | 34  | 13 | 13 | 8  | 047:420 | +5    | 52     |
| 5.                     | Cerezo Osaka               | 34  | 13 | 12 | 9  | 046:400 | +6    | 51     |
| 6.                     | FC Tokyo                   | 34  | 14 | 7  | 13 | 046:430 | +3    | 49     |
| 7.                     | Kashiwa Reysol             | 34  | 13 | 8  | 13 | 043:440 | −1    | 47     |
| 8.                     | Nagoya Grampus             | 34  | 11 | 13 | 10 | 030:350 | −5    | 46     |
| 9.                     | Urawa Red Diamonds (P)     | 34  | 10 | 15 | 9  | 048:390 | +9    | 45     |
| 10.                    | Hokkaido Consadole Sapporo | 34  | 11 | 12 | 11 | 045:550 | −10   | 45     |
| 11.                    | Sagan Tosu                 | 34  | 9  | 15 | 10 | 045:440 | +1    | 42     |
| 12.                    | Shonan Bellmare            | 34  | 10 | 11 | 13 | 031:390 | −8    | 41     |
| 13.                    | Vissel Kōbe                | 34  | 11 | 7  | 16 | 035:410 | −6    | 40     |
| 14.                    | Avispa Fukuoka             | 34  | 9  | 11 | 14 | 029:380 | −9    | 38     |
| 15.                    | Gamba Osaka                | 34  | 9  | 10 | 15 | 033:440 | −11   | 37     |
| 16.                    | Kyōto Sanga (N)            | 34  | 8  | 12 | 14 | 030:380 | −8    | 36     |
| 17.                    | Shimizu S-Pulse            | 34  | 7  | 12 | 15 | 044:540 | −10   | 33     |
| 18.                    | Júbilo Iwata (N)           | 34  | 6  | 12 | 16 | 032:570 | −25   | 30     |
| Stand: Saisonende 2022 |                            |     |    |    |    |         |       |        |

| Zum Saisonende 2022:                                          |                                                              |
| Teilnahme an der Gruppenphase der AFC Champions League 2023   |                                                              |
| Teilnahme an der Qualifikation zur AFC Champions League 2023  |                                                              |
| Relegationsspiel gegen den Sieger der J2 League 2022 Playoffs |                                                              |
| Abstieg in die J2 League 2023                                 |                                                              |
| Zum Saisonende 2021:                                          |                                                              |
| (N)                                                           | Aufsteiger aus der J2 League 2021: Júbilo Iwata, Kyōto Sanga |
| (M)                                                           | Meister der J1 League 2021: Kawasaki Frontale                |
| (P)                                                           | Sieger des Kaiserpokals 2021: Urawa Red Diamonds             |

## Kreuztabelle
Die Kreuztabelle stellt die Ergebnisse aller Spiele der Saison dar. Die Heimmannschaft ist in der linken Spalte, die Gastmannschaft in der oberen Zeile aufgelistet.
|                            |                        | Kashima Antlers | UR  | Kashiwa Reysol | FC Tokyo | KF  | Yokohama F. Marinos | Shonan Bellmare | Shimizu S-Pulse |     | Nagoya Grampus |     | Gamba Osaka |     | Vissel Kōbe | Sanfrecce Hiroshima |     | ST  |
| -------------------------- | ---------------------- | --------------- | --- | -------------- | -------- | --- | ------------------- | --------------- | --------------- | --- | -------------- | --- | ----------- | --- | ----------- | ------------------- | --- | --- |
| Hokkaido Consadole Sapporo |                        | 0:0             | 1:1 | 1:6            | 0:0      | 4:3 | 1:1                 | 1:0             | 4:3             | 4:0 | 2:2            | 1:0 | 1:0         | 2:1 | 0:2         | 1:1                 | 1:2 | 1:2 |
| Kashima Antlers            | 4:1                    |                 | 2:2 | 1:0            | 0:1      | 0:2 | 0:3                 | 2:1             | 2:1             | 3:1 | 0:0            | 1:0 | 0:0         | 3:3 | 1:1         | 0:2                 | 2:0 | 4:4 |
| Urawa Red Diamonds         | 1:1                    | 1:1             |     | 4:1            | 3:0      | 3:1 | 3:3                 | 2:0             | 1:1             | 4:1 | 3:0            | 2:2 | 0:1         | 0:1 | 2:2         | 0:0                 | 1:1 | 2:1 |
| Kashiwa Reysol             | 1:0                    | 1:2             | 0:0 |                | 3:6      | 1:1 | 3:1                 | 1:2             | 3:1             | 2:0 | 0:1            | 0:2 | 0:1         | 0:0 | 3:1         | 2:3                 | 1:0 | 1:4 |
| FC Tokyo                   | 3:0                    | 3:1             | 0:0 | 0:0            |          | 2:3 | 2:2                 | 0:2             | 0:2             | 2:0 | 0:0            | 2:0 | 2:0         | 4:0 | 3:1         | 2:1                 | 2:2 | 0:1 |
| Kawasaki Frontale          | 5:2                    | 2:1             | 2:1 | 1:0            | 1:0      |     | 2:1                 | 0:4             | 3:2             | 1:1 | 1:0            | 3:1 | 4:0         | 1:4 | 2:1         | 4:0                 | 2:0 | 4:0 |
| Yokohama F. Marinos        | 0:0                    | 2:0             | 4:1 | 4:0            | 2:1      | 4:2 |                     | 3:0             | 2:0             | 0:1 | 2:1            | 2:0 | 0:2         | 2:2 | 2:0         | 3:0                 | 1:0 | 0:0 |
| Shonan Bellmare            | 1:5                    | 1:1             | 0:0 | 0:2            | 2:0      | 2:1 | 1:4                 |                 | 1:4             | 0:0 | 0:0            | 1:1 | 1:0         | 0:2 | 2:1         | 0:1                 | 0:0 | 3:0 |
| Shimizu S-Pulse            | 1:1                    | 0:1             | 1:2 | 1:1            | 0:3      | 0:2 | 3:5                 | 1:1             |                 | 1:1 | 1:2            | 1:0 | 1:1         | 1:3 | 0:0         | 2:2                 | 3:1 | 3:3 |
| Júbilo Iwata               | 1:2                    | 3:3             | 0:6 | 2:2            | 2:1      | 1:1 | 0:2                 | 1:0             | 1:2             |     | 2:1            | 0:0 | 1:1         | 2:2 | 0:1         | 2:2                 | 0:1 | 3:1 |
| Nagoya Grampus             | 0:2                    | 1:1             | 3:0 | 1:1            | 2:1      | 1:1 | 0:4                 | 2:1             | 0:2             | 1:0 |                | 1:1 | 0:2         | 1:0 | 2:0         | 0:0                 | 1:0 | 1:1 |
| Kyōto Sanga                | 2:1                    | 1:1             | 1:0 | 1:2            | 0:1      | 1:0 | 1:2                 | 0:1             | 0:0             | 1:4 | 1:1            |     | 1:1         | 0:0 | 2:0         | 1:1                 | 0:1 | 3:1 |
| Gamba Osaka                | 0:0                    | 1:3             | 1:1 | 0:0            | 0:0      | 2:2 | 1:2                 | 0:1             | 0:2             | 2:0 | 3:1            | 1:1 |             | 1:2 | 2:0         | 2:0                 | 2:3 | 0:3 |
| Cerezo Osaka               | 2:2                    | 0:3             | 2:0 | 0:1            | 0:1      | 2:1 | 2:2                 | 1:1             | 1:1             | 2:1 | 0:1            | 1:1 | 3:1         |     | 3:0         | 0:3                 | 2:0 | 2:1 |
| Vissel Kōbe                | 4:1                    | 0:2             | 0:1 | 0:1            | 2:1      | 0:1 | 1:3                 | 1:0             | 2:1             | 0:0 | 0:0            | 1:3 | 2:1         | 0:1 |             | 4:0                 | 0:0 | 4:0 |
| Sanfrecce Hiroshima        | 1:2                    | 3:0             | 4:1 | 1:2            | 1:2      | 0:2 | 2:0                 | 1:1             | 2:0             | 3:0 | 1:0            | 3:1 | 5:2         | 2:1 | 1:1         |                     | 1:0 | 0:0 |
| Avispa Fukuoka             | 0:0                    | 0:1             | 0:0 | 2:1            | 5:1      | 1:4 | 1:0                 | 0:0             | 3:2             | 1:1 | 2:3            | 1:0 | 0:1         | 0:0 | 0:1         | 1:3                 |     | 0:0 |
| Sagan Tosu                 | 5:0                    | 1:1             | 1:0 | 0:1            | 5:0      | 0:0 | 2:2                 | 1:1             | 0:0             | 2:0 | 0:0            | 0:1 | 2:1         | 1:1 | 0:2         | 2:2                 | 1:1 |     |
|                            | Stand: Saisonende 2022 |                 |     |                |          |     |                     |                 |                 |     |                |     |             |     |             |                     |     |     |

## Relegationsspiel
| Datum             |             | Ergebnis |                 |
| ----------------- | ----------- | -------- | --------------- |
| 13. November 2022 | Kyōto Sanga | 1:1      | Roasso Kumamoto |

## Torschützenliste
Stand: Saisonende 2022
| Platz | Spieler               | Mannschaft                 | Tore |
| ----- | --------------------- | -------------------------- | ---- |
| 1.    | Thiago                | Shimizu S-Pulse            | 14   |
| 2.    | Shūto Machino         | Shonan Bellmare            | 13   |
| 3.    | Adaíltona             | FC Tokyo                   | 12   |
| 3.    | Shūto Machino         | Shonan Bellmare            | 12   |
| 3.    | Akihiro Ienaga        | Kawasaki Frontale          | 12   |
| 6.    | Léo Ceará             | Yokohama F. Marinos        | 11   |
| 6.    | Anderson Lopes        | Yokohama F. Marinos        | 11   |
| 8.    | Ayase Ueda            | Kashima Antlers            | 10   |
| 8.    | Takuma Nishimura      | Yokohama F. Marinos        | 10   |
| 8.    | Yūya Yamagishi        | Avispa Fukuoka             | 10   |
| 11.   | Arthur Caíke          | Kashima Antlers            | 9    |
| 11.   | Peter Utaka           | Kyōto Sanga                | 9    |
| 11.   | Makoto Mitsuta        | Sanfrecce Hiroshima        | 9    |
| 14.   | Ryōta Aoki            | Hokkaido Consadole Sapporo | 8    |
| 14.   | David Moberg Karlsson | Urawa Red Diamonds         | 8    |
| 14.   | Mao Hosoya            | Kashiwa Reysol             | 8    |
| 14.   | Élber                 | Yokohama F. Marinos        | 8    |
| 14.   | Mateus                | Nagoya Grampus             | 8    |
| 14.   | Tsukasa Morishima     | Sanfrecce Hiroshima        | 8    |
| 14.   | Taisei Miyashiro      | Sagan Tosu                 | 8    |
| 21.   | Yūma Suzuki           | Kashima Antlers            | 7    |
| 21.   | Kasper Junker         | Urawa Red Diamonds         | 7    |
| 21.   | Yūki Mutō             | Kashiwa Reysol             | 7    |
| 21.   | Kei Chinen            | Kawasaki Frontale          | 7    |
| 21.   | Teruhito Nakagawa     | Yokohama F. Marinos        | 7    |
| 21.   | Kōta Mizunuma         | Yokohama F. Marinos        | 7    |
| 21.   | Yūya Ōsako            | Vissel Kōbe                | 7    |

## Hattricks
Stand: Saisonende 2022
| Spieler            | Verein              | Gegnerischer Verein | Ergebnis | Datum            |
| ------------------ | ------------------- | ------------------- | -------- | ---------------- |
| Kasper Junker      | Urawa Red Diamonds  | Yokohama F. Marinos | 3:3 (H)  | 18. Mai 2022     |
| Léo Ceará          | Yokohama F. Marinos | Shimizu S-Pulse     | 3:5 (A)  | 2. Juli 2022     |
| Nassim Ben Khalifa | Sanfrecce Hiroshima | Gamba Osaka         | 5:2 (H)  | 20. August 2022  |
| Marcinho           | Kawasaki Frontale   | Avispa Fukuoka      | 1:4 (A)  | 20. August 2022  |
| Ryōma Watanabe     | FC Tokyo            | Cerezo Osaka        | 4:0 (H)  | 12. Oktober 2022 |

## Assists
Stand: Saisonende 2022
| Platz | Name              | Mannschaft          | Assists |
| ----- | ----------------- | ------------------- | ------- |
| 1.    | Yūma Suzuki       | Kashima Antlers     | 9       |
| 1.    | Yasuto Wakizaka   | Kawasaki Frontale   | 9       |
| 3.    | Yūta Higuchi      | Kashima Antlers     | 8       |
| 3.    | Reon Yamahara     | Shimizu S-Pulse     | 8       |
| 3.    | Makoto Mitsuta    | Sanfrecce Hiroshima | 8       |
| 3.    | Gakuto Notsuda    | Sanfrecce Hiroshima | 8       |
| 7.    | Akito Fukuta      | Sagan Tosu          | 7       |
| 8.    | Ken Iwao          | Urawa Red Diamonds  | 6       |
| 8.    | Teruhito Nakagawa | Yokohama F. Marinos | 6       |
| 8.    | Kōta Mizunuma     | Yokohama F. Marinos | 6       |
| 8.    | Thiago            | Shimizu S-Pulse     | 6       |